# المولدي الحرشاني
المولدي الحرشاني هو مناضل تونسي ولد بمعتمدية دقاش، من ولاية توزر. عرف بدفاعه عن وطنه ضد الاحتلال الفرنسي. كان أول شهيد أعدم رميا بالرصاص بعد أحداث 9 أبريل 1938. عمل المجاهد الأكبر على توعية الجماهير وتوحيد صفوفها وتجنيدها لخوض المعركة التحريرية عن اقتناع وحماس.
و بعد معارك خاضها الجريد التونسي المناضل تم إصدار حكم الإعدام على المناضل المولدي الحرشاني.